# Ирландский волкодав
Ирландский волкодав (англ. Irish wolfhound, ирл. Cú Faoil) — порода охотничьих собак. Одна из самых больших собак в мире. Ирландские волкодавы использовались для травильной охоты на крупную дичь — волков и оленей. Характер спокойный, добрый.

## История породы

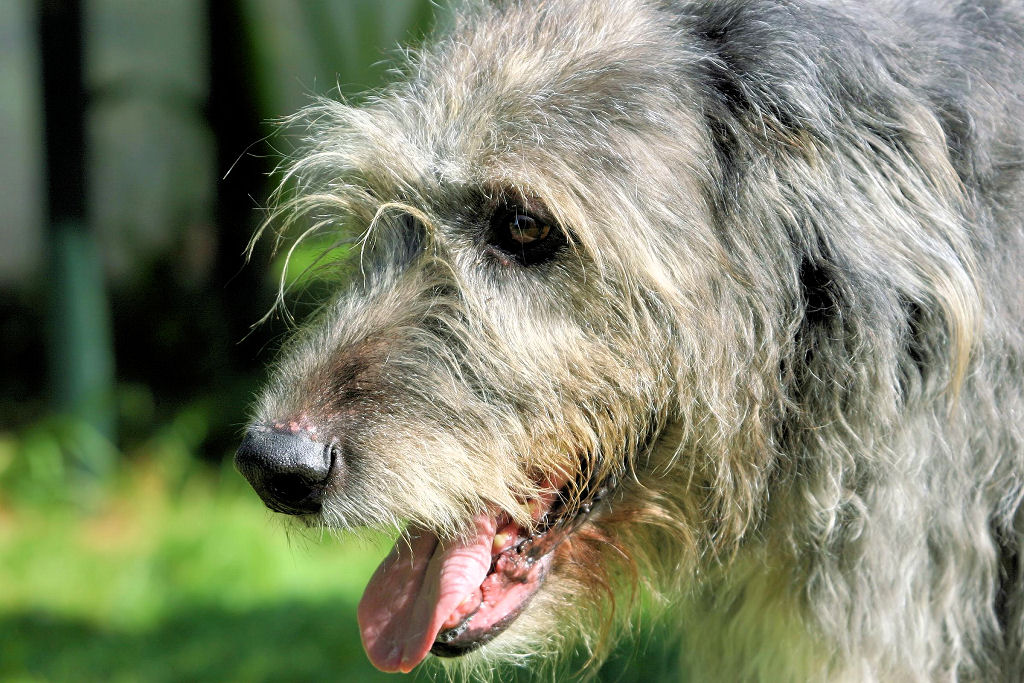

Как и континентальные племена, кельты в Ирландии были заинтересованы в разведении крупных борзых собак для охоты. Эти большие ирландские борзые могли быть гладко- или жесткошёрстными, но со временем жесткошёрстные стали преобладать, вероятно, из-за климатических условий Ирландии.
Первое письменное свидетельство об этих собаках встречается у римского консула в 391 году. Без сомнения ирландские борзые приняли участие в выведении шотландских дирхаундов. Пара ирландских борзых представляла собой в средневековье до XVII века высокоценный подарок королевских дворов Европы, Скандинавии и других. Таким образом эти собаки попали в Англию, Испанию, Францию, Швецию, Данию, Персию, Индию и Польшу. Изменение названия собаки на волкодава произошло, очевидно, в XV веке, в это время каждое графство было обязано держать 24 волкодавов, чтобы защищать фермерские стада от нападений волков.
Когда при Кромвеле (1652 г.) вывоз волкодавов был запрещён, эта мера на длительное время позволила сохранить их численность. Но прогрессирующее исчезновение волков и постоянный спрос заграницей уменьшили их численность почти до вымирания породы в конце XVII века.
Вероятно, эпоха романтизма с её новым национальным мышлением вновь пробудила интерес к этой породе. Только благодаря достаточно близкому инбридингу удалось вновь сделать из ирландского волкодава устойчивую породу. Клуб ирландских волкодавов был основан в 1885 году, а Американский клуб собаководства зарегистрировал породу в 1897 году. Сегодня ирландский волкодав вновь обрёл ту репутацию, которую он имел в средневековье, и вызывает очень большой интерес как живое свидетельство ирландской культуры и как наследство кельтского прошлого. Ирландский волкодав — дома овечка, лев на охоте — сегодня популярен во многих странах за пределами Ирландии.

## Внешний вид
Ирландский волкодав обладает замечательным ростом и импонирующей внешностью, очень мускулистый, крепкого, но элегантного сложения, с легкими и стремительными движениями; голова и шея несутся высоко; хвост слегка изогнут на конце. Желательная высота в холке кобелей — 81—86 см, минимальная — 79 см для кобелей и 71 см для сук; одна из самых высоких пород собак; минимальный вес кобелей — 54,5 кг, сук — 40,5 кг. Шерсть жёсткая, требует ухода. Длиннее на подбородке и над бровями. Окрас тигровый, палевый, пшеничный, чёрный, серый, белый, желтовато-коричневый, красный, любой другой окрас, встречающийся у дирхаунда.